# Pseudopanurgus nitescens
Pseudopanurgus nitescens är en biart som först beskrevs av Cockerell 1918.  Pseudopanurgus nitescens ingår i släktet Pseudopanurgus och familjen grävbin. Inga underarter finns listade i Catalogue of Life.